# أسيلينو فريتاس
أسيلينو فريتاس (بالبرتغالية: Acelino Popó Freitas‏) مواليد 21 سبتمبر 1975 في سالفادور، هو ملاكم برازيلي يصنف ضمن فئة الوزن الخفيف. حقق بطولة رابطة الملاكمة العالمية وبطولة منظمة الملاكمة العالمية.

## إحصائيات
خاض خلال مسيرته 42 نزالا، فاز في 40 وخسر في 2. فاز بالضربة القاضية في 34 نزالا.

## روابط خارجية
- أسيلينو فريتاس على موقع IMDb (الإنجليزية)
- أسيلينو فريتاس على موقع بوكس ريك (الإنجليزية) (registration required)